# Fellow Travelers
Fellow Travelers es una miniserie de televisión del género drama histórico, creada y desarrollada por Ron Nyswaner para la cadena de televisión estadounidense, Showtime, que fue estrenada el 27 de octubre de 2023. La miniserie es una adaptación televisiva de la novela del mismo nombre del 2007 escrita por el novelista estadounidense Thomas Mallon. Está protagonizada por Matt Bomer y Jonathan Bailey.

## Sinopsis
Después de un encuentro casual en Washington D. C. en la década de 1950, Hawkins Fuller (Bomer) y Timothy Laughlin (Bailey) inician un romance volátil que abarcará varios acontecimientos históricos como las protestas de la Guerra de Vietnam de la década de 1960, las drogas hedonismo de los años 1970 o la crisis del VIH/sida de los años 1980, mientras se enfrentan a obstáculos contra en el mundo y sobre ellos mismos.

## Elenco y personajes

### Principal
- Matt Bomer como Hawkins Fuller, un veterano de la Segunda Guerra Mundial y funcionario del Departamento de Estado que oculta su homosexualidad.
- Jonathan Bailey como Tim Laughlin, un joven e idealista miembro del personal del Congreso que se enamora de Hawkins.
- Jelani Alladin como Marcus Hooks, un periodista que lucha contra la segregación no oficial de la década de 1950 en Washington D. C.[4]
- Noah J. Ricketts como Frankie Hines, una drag queens y cantante de la que Marcus se enamora.
- Linus Roache como Senador Wesley Smith, una figura paterna para Hawkins y oponente al Macartismo.
- Allison Williams como Lucy Smith, hija del Senador Wesley y esposa de Hawkins.

### Recurrente
- Will Brill como Roy Cohn[5]
- Chris Bauer como Senador Joseph R. McCarthy
- Erin Neufer como Mary Johnson
- Matt Visser como David Schine
- Christine Horne como Jean Kerr
- Keara Graves como Señorita Addison
- Jane Moffat como Helen
- Chelsea Russell como Stormé
- Andy Milne como Andre
- Mike Taylor como Leonard Smith
- Morgan Lever como Craig
- David Tomlinson como Eddie Kofler[6]

## Episodios
| N.º | Título                               | Dirigido por     | Escrito por                                                        | Fecha de emisión original |
| --- | ------------------------------------ | ---------------- | ------------------------------------------------------------------ | ------------------------- |
| 1   | «You're Wonderful»                   | Daniel Minahan   | Ron Nyswaner                                                       | 29 de octubre de 2023     |
| 2   | «Bulletproof»                        | Daniel Minahan   | Dee Johnson                                                        | 5 de noviembre de 2023    |
| 3   | «Hit Me»                             | Destiny Ekaragha | Guion de: Brandon K Hines y Jack Solomon Historia de: Ron Nyswaner | 12 de noviembre de 2023   |
| 4   | «Your Nuts Roasting on an Open Fire» | James Kent       | Anya Leta                                                          | 19 de noviembre de 2023   |
| 5   | «Promise You Won't Write»            | James Kent       | Katie Rose Rogers y Robbie Rogers                                  | 26 de noviembre de 2023   |
| 6   | «Beyond Measure»                     | Uta Briesewitz   | Dee Johnson                                                        | 3 de diciembre de 2023    |
| 7   | «White Nights»                       | Destiny Ekaragha | Brandon K. Hines y Ron Nyswaner                                    | 10 de diciembre de 2023   |
| 8   | «Make It Easy»                       | Uta Briesewitz   | Guion de: Anya Leta y Jack Solomon Historia de: Ron Nyswaner       | 17 de diciembre de 2023   |

## Producción

### Desarrollo
En octubre de 2021, se anunció que se estaba desarrollando una adaptación televisiva del trabajo de Mallon con la coproducción de Fremantle y Showtime Networks para la cadena de televisión de Showtime. La cadena, dio luz verde oficialmente a la serie en abril de 2022, con el guion escrito por Ron Nyswaner, quién también se desempeñaría como productor ejecutivo. Otros productores ejecutivos incluyen a Daniel Minahan, quién dirige los dos primeros episodios.

### Rodaje
La fotografía principal comenzó en Toronto el 27 de julio de 2022 y concluyó el 9 de diciembre de 2022.

## Recepción
En el sitio web de recopilación de reseñas Rotten Tomatoes, el 90% de las reseñas de 31 críticos son positivas, con una calificación promedio de 7,30/10. El consenso del sitio web dice: "Un romance extraño con toda la amplitud y profundidad de una epopeya, Fellow Travelers es un escaparate conmovedor de la cautivadora química en pantalla de Matt Bomer y Jonathan Bailey". En Metacritic, la serie tiene un promedio ponderado puntuación de 75 sobre 100, basada en 23 críticas, lo que indica "críticas generalmente favorables".

### Premios y nominaciones
| Año  | Premio                           | Categoría                                                                          | Nominado(s)                                 | Resultado | Ref.   |
| ---- | -------------------------------- | ---------------------------------------------------------------------------------- | ------------------------------------------- | --------- | ------ |
| 2024 | Premios de la Crítica Televisiva | Mejor miniserie                                                                    | Fellow Travelers                            | Nominada  | [ 14 ] |
| 2024 | Premios de la Crítica Televisiva | Mejor actor – Película/Miniserie                                                   | Matt Bomer                                  | Nominado  | [ 14 ] |
| 2024 | Premios de la Crítica Televisiva | Mejor actor de reparto – Película/Miniserie                                        | Jonathan Bailey                             | Ganador   | [ 14 ] |
| 2024 | Premios Globo de Oro             | Mejor miniserie o telefilme                                                        | Fellow Travelers                            | Nominada  | [ 15 ] |
| 2024 | Premios Globo de Oro             | Mejor actor de miniserie o telefilme                                               | Matt Bomer                                  | Nominado  | [ 15 ] |
| 2024 | Premios Satellite                | Mejor miniserie, serie limitada o película para televisión                         | Fellow Travelers                            | Nominado  | [ 16 ] |
| 2024 | Premios Satellite                | Mejor actor en una miniserie, serie limitada o película para televisión            | Matt Bomer                                  | Nominado  | [ 16 ] |
| 2024 | Premios Satellite                | Mejor actor de reparto en una miniserie, serie limitada o película para televisión | Jonathan Bailey                             | Ganador   | [ 16 ] |
| 2024 | Premios del Sindicato de Actores | Mejor actor de televisión - Miniserie o telefilme                                  | Matt Bomer                                  | Nominado  | [ 17 ] |
| 2024 | Premios GLAAD                    | Mejor miniserie                                                                    | Fellow Travelers                            | Ganador   | [ 18 ] |
| 2024 | Premios Primetime Emmy           | Mejor actor - Miniserie o telefilme                                                | Matt Bomer                                  | Nominado  | [ 19 ] |
| 2024 | Premios Primetime Emmy           | Mejor actor de reparto - Miniserie o telefilme                                     | Jonathann Bailey                            | Nominado  | [ 19 ] |
| 2024 | Premios Primetime Emmy           | Mejor guion - Miniserie, telefilme o especial dramático                            | Ron Nyswaner (Episodio: "You're Wonderful") | Nominado  | [ 19 ] |